# ژان باپتیست الکساندر لو بلون
 ژان باپتیست الکساندر لو بلون (انگلیسی: Jean-Baptiste Alexandre Le Blond؛ ۱۶۷۹ – ۱۰ مارس ۱۷۱۹) یک معمار اهل فرانسه بود.